# Sandfloegga
Sandfloegga (norsky bokmål) nebo též Sandfloeggi (nynorsk) je hora v municipalitě Ullensvang v jihovýchodní části kraje Vestland v Norsku. Nachází se v jižní části rozsáhlé náhorní plošiny Hardangervidda, s 1721 metry to je nejvyšší hora této oblasti (pokud pomineme hraniční vrchol Folarskardnuten a rovněž hraniční nejvyšší bod ledovce Hardangerjøkulen). Hora současně leží uvnitř národního parku Hardangervidda, asi 10 kilometrů severně od evropské silnice E134.
Z vrcholu je mimo jiné vidět na severozápadě ledovec Folgefonna (v národním parku Folgefonna), na severu horu Hårteigen (1690 metrů vysoká výrazná stolová hora, která je také součást národního parku Hardangervidda), na severovýchodě horský hřeben Hallingskarvet a již zmíněný ledovec Hardangerjøkulen, na východě pak lze spatřit horu Gaustatoppen (1883 metrů, nejvyšší hora celého kraje Telemark).